# Dietmar Woidke
Hubert Dietmar Woidke (Forst, 22 oktober 1961) is een Duits politicus van de SPD. Sinds 2013 is hij minister-president van de deelstaat Brandenburg.

## Biografie
Dietmar Woidke werd geboren in Naundorf, een stadsdeel van Forst (Lausitz) in de toenmalige DDR. Na het behalen van zijn Abitur in 1980 diende hij anderhalf jaar in de Nationale Volksarmee, waarna hij agricultuur ging studeren aan de Humboldtuniversiteit te Berlijn. In 1987 studeerde hij af. Woidke was onder meer werkzaam als onderzoeksassistent aan het Instituut voor Voedingsfysiologie in Oost-Berlijn (1987–1990) en als wetenschapper bij een fabrikant van nutsdiervoeding (1990–1992). In 1993 promoveerde hij.
Woidke is lid van de Evangelische Kerk en sinds 2007 gehuwd met Susanne Woidke. Beiden hebben een dochter uit een eerder huwelijk.

### Politieke carrière
Woidke sloot zich in 1993 aan bij de sociaaldemocratische SPD en werd een jaar later bij de verkiezingen in Brandenburg verkozen tot lid van de 
Brandenburgse Landdag, het deelstaatparlement. Vanaf 1998 was hij ook enkele jaren lokaal actief in de stadsraad van Forst en de kreistag van de Landkreis Spree-Neiße.
Na de deelstaatverkiezingen van 2004 werd Woidke door toenmalig minister-president Matthias Platzeck gevraagd om plaats te nemen in zijn regering. Woidke werd benoemd tot minister van Plattelandsontwikkeling, Milieu- en Consumentenbescherming en bekleedde deze functie tot 2009. Wegens het geldende vrouwenquotum verloor hij na de verkiezingen van 2009 zijn ministerspost, waarna hij zich opnieuw concentreerde op de lokale politiek van Forst en Spree-Neiße. Ook bleef hij lid van de Landdag en werd daar namens de SPD fractievoorzitter. Toen de Brandenburgse minister van Binnenlandse Zaken Rainer Speer in september 2010 vroegtijdig opstapte, keerde Woidke toch weer terug in de deelstaatregering om diens plaats in te nemen.

#### Minister-president van Brandenburg
In augustus 2013 legde SPD-leider en minister-president Platzeck om gezondheidsredenen al zijn functies neer. Dietmar Woidke werd verkozen tot de nieuwe partijleider in Brandenburg en daarmee ook tot minister-president. Zijn kabinet betrof een voortzetting van de voorgaande regering-Platzeck III, bestaande uit SPD en Die Linke. In september 2014 werden in Brandenburg nieuwe verkiezingen gehouden, waarbij Woidke voor het eerst aantrad als SPD-leider. Zijn partij verloor één zetel en coalitiepartner Die Linke zelfs negen, maar hun gezamenlijke meerderheid bleef behouden. De rood-rode coalitie werd zodoende voortgezet in het kabinet-Woidke II, dat tot 2019 regeerde.
Bij de deelstaatverkiezingen van 2019 viel de SPD van Woidke vijf zetels terug, maar bleef desondanks de grootste partij. Met Die Linke, die wederom een fors verlies leden, was nu geen meerderheid meer te vormen en de sociaaldemocraten moesten op zoek naar alternatieven. Een samenwerking met de rechtse AfD, de grote winnaar van de verkiezingen, werd echter uitgesloten. Uiteindelijk smeedde de SPD een regeerakkoord met CDU en Bündnis 90/Die Grünen, een zogeheten Kenia-coalitie. Woidke werd herkozen als minister-president en zijn derde kabinet trad op 20 november 2019 aan. Tussen 1 november 2019 en 31 oktober 2020 was Woidke tevens voorzitter van de Bondsraad.
Onder Woidkes bestuur is de economie in Brandenburg gegroeid en ligt de werkloosheid er lager dan in de andere Oost-Duitse deelstaten. Terwijl de SPD op federaal niveau kelderde in de peilingen, bleef Woidke in zijn deelstaat populair. Bij de Landdagverkiezingen van 2024 leidde hij zijn partij naar een winst van zeven zetels. Het verlies van CDU en Bündnis 90/Die Grünen was echter dermate groot, dat wederom gezocht moest worden naar een andere coalitiesamenstelling. De AfD, die nipt achter de SPD als tweede was geëindigd, werd door Woidke en alle andere partijleiders geboycot en niet bij de formatiebesprekingen voor een nieuw kabinet betrokken. Een sleutelrol werd daardoor gespeeld door de Bündnis Sahra Wagenknecht (BSW), een partij die zich van Die Linke had afgesplitst en 14 zetels had veroverd. Zonder deze partij was de vorming van een meerderheidsregering onmogelijk. Nadat SPD en BSW tot een regeerakkoord waren gekomen, werd Woidke op 11 december 2024 herkozen voor een vierde termijn als minister-president. Daar waren echter wel twee stemrondes voor nodig.